# Corinth (Mississippi)
Corinth is een plaats (city) in de Amerikaanse staat Mississippi, en valt bestuurlijk gezien onder Alcorn County.

## Demografie
Bij de volkstelling in 2000 werd het aantal inwoners vastgesteld op 14.054.
In 2006 is het aantal inwoners door het United States Census Bureau geschat op 14.290, een stijging van 236 (1.7%).

## Geografie
Volgens het United States Census Bureau beslaat de plaats een oppervlakte van
79,2 km², waarvan 78,9 km² land en 0,3 km² water. Corinth ligt op ongeveer 146 m boven zeeniveau.

## Plaatsen in de nabije omgeving
De onderstaande figuur toont nabijgelegen plaatsen in een straal van 16 km rond Corinth.